# スペインカンゾウ
スペインカンゾウ（スペイン甘草）は、マメ科カンゾウ属の1種で、広義では甘草に含まれる。別名セイホクカンゾウ（西北甘草）、ヨーロッパカンゾウ。
英語名のリコリス (liquorice, licorice) でも知られるが、園芸ではリコリスといえばヒガンバナ属 (Lycoris) を意味することがある。
東アジアで伝統的に甘草として知られてきたウラルカンゾウ (Glycyrrhiza uralensis) とは別種である。
なお、日本薬局方では生薬「甘草」の基原植物 (生薬のもととなる植物) として、スペインカンゾウも認めている。
スペインカンゾウと、ウラルカンゾウの外見上の違いは、どちらも羽状複葉であるがスペインカンゾウは小葉の形が細長い小判型（長卵形）をしている。対してウラルカンゾウはスペインカンゾウより小葉は丸みを帯びており株によっては尖葉の形がスペード型になっている場合もある。個体差はあるが同じ土壌に植えた場合、総じてウラルカンゾウよりスペインカンゾウの方が背丈が高く育つことが多い。

## 産地
スペインなど南ヨーロッパから、小アジア、中央アジア、ロシア南部、新疆と広く産する。

## 利用

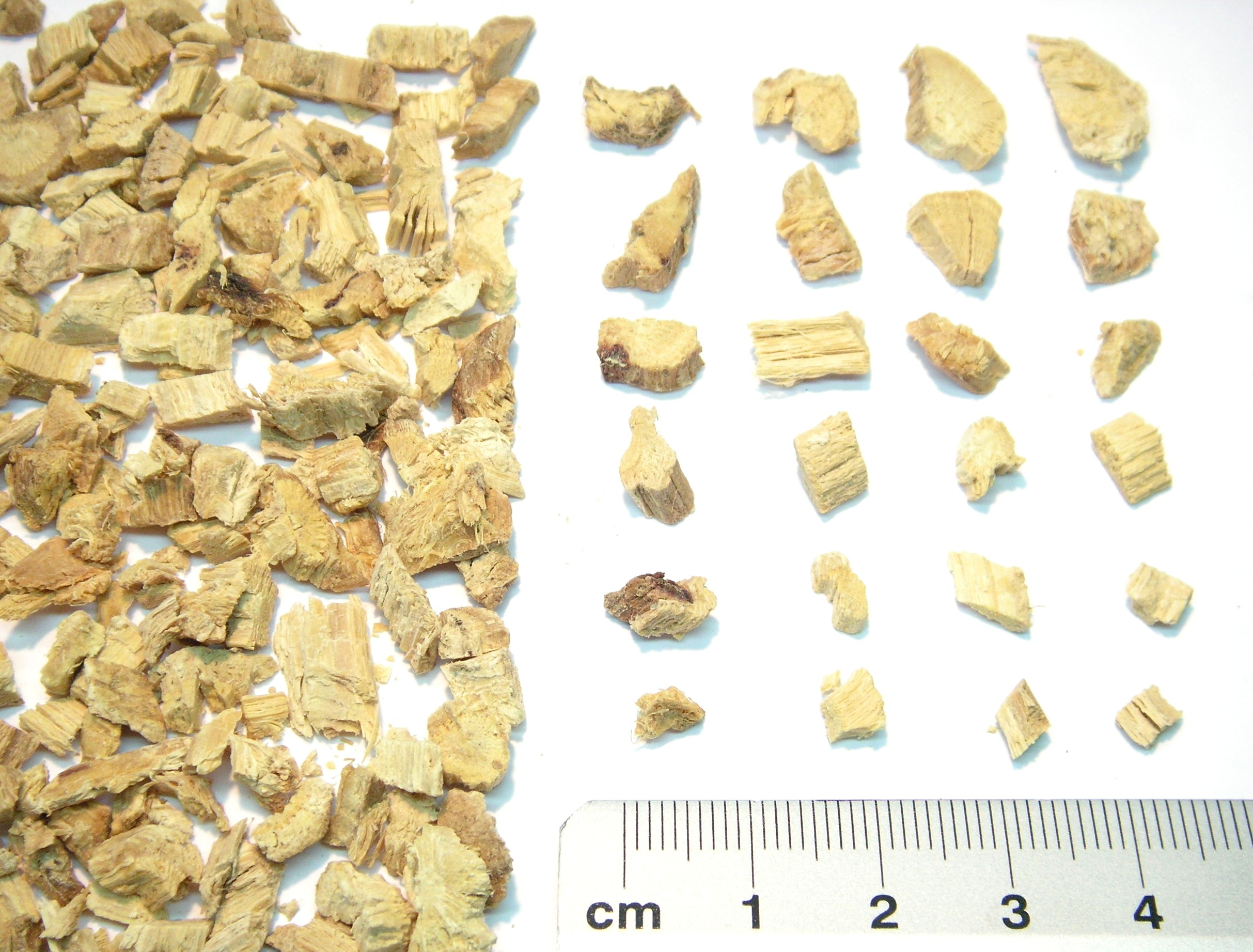
リコリスの根

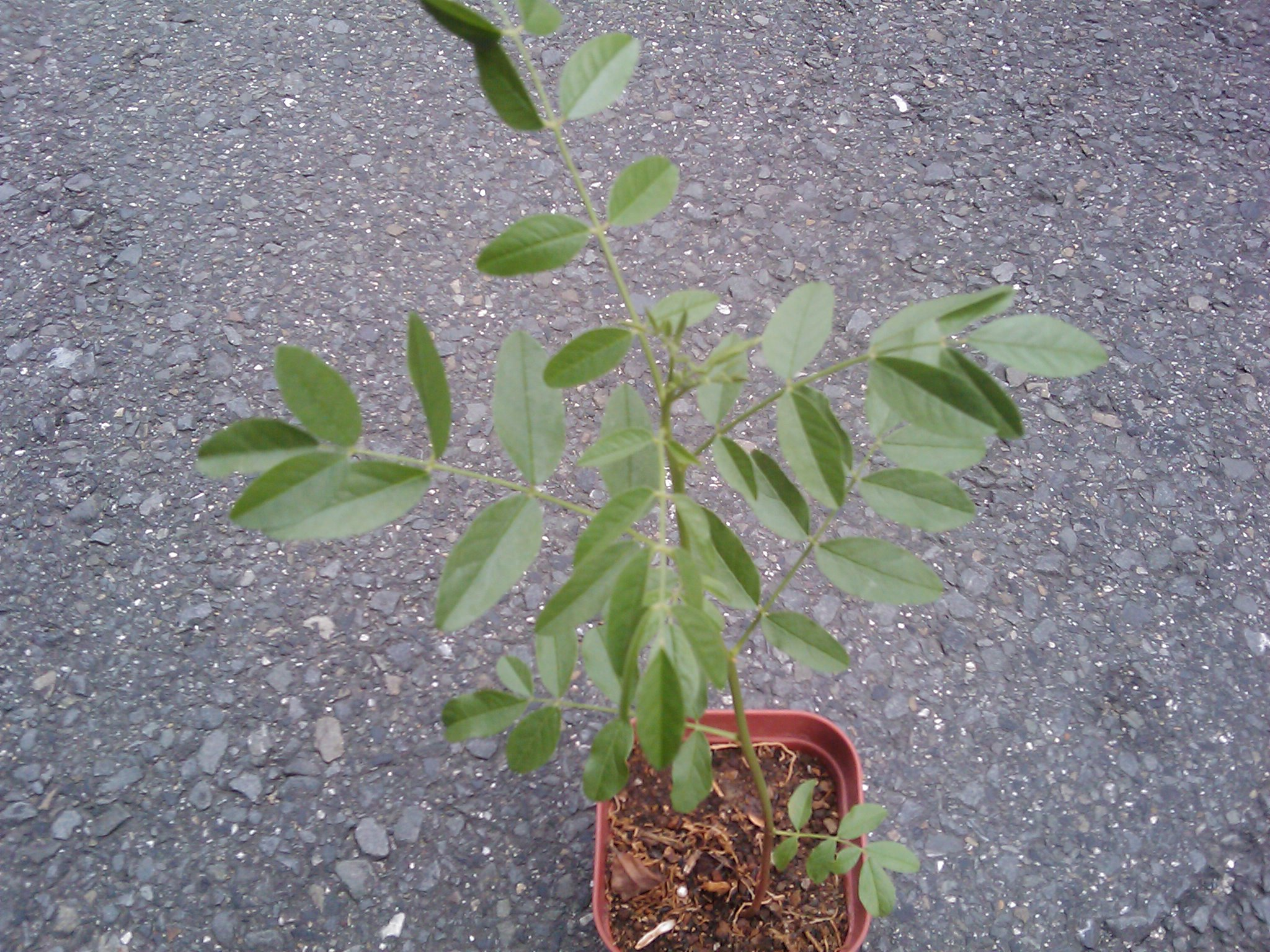
スペインカンゾウの葉

根にはグリチルリチンが5-8%含まれる。また、周皮にはイソフラバン系のグラブリジン (glabridin) などイソフラボノイド、フラボノイド系成分が多く含まれ、強い抗酸化作用、チロシナーゼ阻害作用がある。
このことから、甘味料、スパイス、ハーブ、薬用、化粧品添加物などに使われる。
欧米では、サルミアッキ等のリコリス菓子やルートビアの甘味料として多用される。
日本では、主にグリチルリチンとグラブリジンの原料として使われる。生薬甘草の原料としても使われるが、ほとんどはウラルカンゾウでありリコリスは少ない。